# خوئل ایساسی
خوئل ایساسی (اسپانیایی: Joel Isasi‎؛ زادهٔ ۳۱ ژوئیه ۱۹۶۷) دونده سرعت اهل کوبا بود.